# Gare d'Anhée
La gare d’Anhée est une ancienne gare ferroviaire belge de la ligne 150, de Tamines à Anhée située à Anhée, dans la commune belge du même nom, en Région wallonne dans la province de Namur.
Mise en service en 1890 par les Chemins de fer de l'État belge elle est fermée au trafic voyageurs en 1962 et son bâtiment est détruit en 1874, avant la fermeture définitive du trafic marchandises en 1987. Depuis le démontage des rails en 2007, la plateforme qui passe par l'ancien emplacement de la gare est aménagé en RAVeL.

## Situation ferroviaire
Établie à 92 mètres d'altitude, la gare d’Anhée était située au point kilométrique (PK) 40,30 de la ligne 150, de Tamines à Jemelle entre la gare de Warnant et la jonction d'Anhée  avec la ligne Namur - Dinant - Givet.

## Histoire
La gare d'Anhée est mise en service le 15 octobre 1890 par les Chemins de fer de l'État belge, lors de la mise en service du tronçon, long de 15 km, d'Ermeton à Anhée. Le tronçon suivant, long de 2,1 km, qui va de la gare à la bifurcation d'Anhée est ouvert le 5 juillet 1891.
Vers 1900 (voir image dans l'infobox), la gare dispose d'un bâtiment gare de plan type 1895 construit à une date indéterminée. La mise à deux voies de la section de Tamines à la bifurcation d'Anhée a lieu en 1925.
La nationalisation de la Compagnie du Nord - Belge en 1940 a entraîné la disparition du trafic de transit qui empruntait la portion nord de la ligne 150 au profit de la ligne 154 Namur - Dinant au profil beaucoup plus facile[réf. souhaitée]. Le tronçon de la halte de Haut-le-Wastia (PK 35.10) à la bifurcation d'Anhée, et donc la gare, est fermée au trafic voyageurs le 26 août 1962.
Le bâtiment de la gare est démoli en septembre 1974, un petit poste de garde est aménagé à sa place pour les trains de marchandises.
Le tronçon de Haut le Wastia à Anhée est fermée au trafic des marchandises le 15 décembre 1983 et celui de Anhée à la bifurcation le 18 juin 1987.
Les rails de ce tronçon sont démontés en novembre 2007. Il a ensuite été aménagé en RAVeL.